# محمد پناه
جنرال محمد پناه یکی از برجسته‌ترین فرماندهان نظامی افغانستان بود. وی یکی از فرماندهان تحت امر احمد شاه مسعود قهرمان ملی افغانستان بوده است، و سالها بر علیه تهاجم شوروی‌ها در افغانستان جنگید. محمد پناه پس از شکست دادن متواتر روس‌ها در میدان‌های گرم نبرد، به یک چهره افسانوی در میان مجاهدین تبدیل شد. وی مسوولیت نیروهای خاص مجاهدین را در گذرگاه سالنگ به عهده داشت. جنرال‌های روس در صحبت‌های شان از وی به عنوان جنرال پناه و از دره سالنگ به عنوان دره مرگ یادآوری می‌نمودند. سر انجام در ۲۴ حوت ۱۳۷۳ وی با دو همراهش در درگیری نفس گیر با طالبان در ولسوالی پغمان ولایت کابل کشته شد.

## زندگی‌نامه
ژنرال محمد پناه فرزند محمد امیر، یکی از چهره‌های تاب ناک و درخشان جهاد و انقلاب اسلامی، در سال ۱۳۳۶ هجری خورشیدی در دهکدهٔ سفید چهر ولایت پنجشیر تولد گردید.
محمد پناه علوم دینی را در مدرسهٔ سفید چهر، نزد عالمان دینی آن دیار فرا گرفت و در سال ۱۳۵۷، توسط رژیم کمونیستی جبراً به عسکری جلب و به ولایت هرات اعزام گردید، ولی محمد پناه از همان روزهای نخست، با درک وضعیت با روحیهٔ رزم جویانه علیه حاکمیت دست نشانده آماده گردید و به صفوف اولین تشکل نیروهایی جهادی دره پنجشیر پیوست و تحت قیادت قهرمان ملی کشور شهید احمد شاه مسعود علیه رژیم کمونیستی وقت به فعالیت نظامی پرداخت.
محمد پناه با روحیهٔ ایثار و از خود گذری در مدت کوتاهی، استعداد توانایی و کارهایی نظامی خویش را تبارز داد و در صفوف ده‌ها تن از مجاهدین راه خدا به تصرف پایگاه‌ها و فتح مراکز بزرگ نظامی ارتش متجاوز روسی در پنجشیر، سالنگ‌ها، تخار، بغلان، پروان، و کاپیسا ادامه داد.
در سال ۱۳۵۹ به حیث فرمانده گروپ‌های متحرک تعیین گردید و در دفع ترد دو تهاجم بزرگ و نیرومند قشون سرخ در درهٔ پنجشیر، نقش برجسته و تعیین‌کننده را ایفا کرد.
محمد پناه در اوج حملات خونین قشون سرخ بر درهٔ پنجشیر، فرماندهی قرارگاه چمالورده را که یکی از پایگاه‌های مهم مجاهدین در جنگ علیه اشغال گران به‌شمار میامد؛ عهده‌دار بود که با هم سنگران اش ضربات خرد کنندهٔ را بر پیکر دشمن متجاوز وارد نمودند.
محمد پناه درسال ۱۳۶۱ به حیث فرمانده عمومی سالنگ‌ها از سوی رهبری جبهه تعیین گردید و در مدت سه سال فرماندهی خویش، چندین عملیات و حملات رویارویی را علیه نیروهای متجاوز شوروی وقت طرح وعملی کرد که با نیروهای تحت امر اش، صدها عراده وسایط زریهی وثقلیه دشمن را منهدم، صدها میل سلاح متجاوزین را غنیمت و ده‌ها تن از افسران و عساکر شوروی را به اسارت درآورد.
حماسه آفرینی‌های محمد پناه در درهٔ سالنگ زبان زد عامهٔ مردم افغانستان شد و نشانهٔ از شجاعت مجاهدین در سطح کشور وجهان گردید که حتی قشون سرخ شوروی، وی را به نام ژنرال پناه و درهٔ سالنگ را به نام درهٔ مرگ یاد می‌کردند.
ضربات سنگین ژنرال پناه و نیروهای تحت فرماندهی اش بر عساکر قشون سرخ و دولت دست نشانده کمونیستی وقت، باعث آن گردید بود که رژیم دست نشانده کمونیستی، پناه را در محکمهٔ به اصطلاح اختصاصی و انقلابی، به اعدام غیابی محکوم به مجازات کرد که اقدام مذکور، نمایانگر افتضاح ودرماندگی سران رژیم کمونیستی وقت گردید و باعث محبوبیت بیشتر از پیش پناه نزد مجاهدین و مردم مسلمان افغانستان شد.
ژنرال محمد پناه در جنگ‌های مختلف که در برابر بزرگ‌ترین ماشین نظامی دنیا، فاتح نبرد گردیده بود؛ به حیث فرمانده رشید، با استعداد و مبتکرشناخته شد.
ژنرال محمد پناه در سال ۱۳۶۴ به خاطر طرح واجرای حملات بر نیروهای متجاوز ودست نشاندهٔ شوروی وقت، عازم ولایت بغلان گردید و مرکز فرماندهی خویش را در مناطق کوهستانی نهرین ایجاد کرد و مدت یک سال در آن ولایت مصروف سوق واداره قوت‌های مجاهدین بود.
ژنرال پناه در فتوحات گارنیزیون فرخار، گارنیزیون کلفگان، فرقه نهرین، فتح شهر تالقان مرکز ولایت تخار و چندین عملیات چریکی دیگر در صفحات شمال کشور نقش برجسته و سرنوشت ساز را ایفا کرد.
پس از اخراج قشون سرخ از کشور و گسترش ساحات تحت کنترول مجاهدین، ژنرال پناه به حیث فرمانده نخستین واحد تشکیلات مرکزی اردوی دولت اسلامی افغانستان تعیین و در تسخیر باقیمانده مناطق ولایت تخار، فرماندهی بخشی از جنگ‌های متعددی را به عهده داشت که سبب فتح خواجه غار ولایت تخار ولسوالی‌های خان آباد و دشت ارچی ولایت کندز گردید.
پناه در پیروزی انقلاب اسلامی و فتح کابل نقش کلیدی وتعیین کننده داشت، پس از تصرف مراکز عمده یی رژیم در جبل سراج، چاریکار و بگرام به حیث اولین قوماندان نیروهایی جهادی فاتح، داخل کابل گردید و در استحکام و تقویت پایه‌های دولت اسلامی افغانستان نقش مهم وارزنده یی را عهده‌دار گردید.
پناه در طول سه سال کاری‌اش در دولت اسلامی افغانستان در جبهه‌های ولایات کاپیسا، پروان، بامیان، بغلان و کابل فرماندهی بخشی از نبردهای دفاعی از مردم بی دفاع را بر عهده داشت و به مثابهٔ یک فرمانده متین و جدی عمل نمود و در برابر متجاوزین و تروریستان مقاومت و ایستادگی بی‌نظیری نمود.
پناه هیچ‌گاهی از مبارزهٔ برحق خسته نگردید، صادقانه رزمید وهمواره حماسه آفرید.

## آخر زندگی
وی در سنگر مبارزه بر ضد طالبان تروریست در نبرد رویاروی، شب ۲۴ حوت سال ۱۳۷۳، با دو تن ازهم سنگران اش، هریک 'داکتر محمد امین' و 'محمد عرفان' کشته شدند.
پناه در اوج شهرت، محبوبیت وقدرت، به گونهٔ فقیرانه و اما ظفرمندانه زندگی کرد.
از متاع دنیا جز نام نیکو، تقوا، پرهیزگاری، ایثار وفداکاری چیزی دیگری از وی بجا نمانده است.